# Mannheimer Ruderverein Amicitia von 1876
Der Mannheimer Ruderverein „Amicitia“ (Kurzform MRV Amicitia) ist ein deutscher Sportverein. Er besteht seit 1876. Der Bootssteg des Vereins liegt am Neckar auf Höhe des Fernmeldeturm Mannheim im Sportpark Neckarplatt/Pfeifferswörth.

## Bekannte Mitglieder
- Walter Flinsch (* 1903, † 1943), olympische Silbermedaille im Vierer ohne Steuermann 1932 mit Maier, Gaber, Aletter.
- Fritz Bauer (* 1906, † 1992), olympische Goldmedaille als Steuermann in Renngemeinschaft mit dem Ludwigshafener Ruderverein von 1878 im Vierer mit Steuermann 1936 mit Maier, Volle, Gaber, Söllner.
- Karl Aletter (* 1906, † 1991), olympische Silbermedaille im Vierer ohne Steuermann 1932 mit Maier, Flinsch, Gaber
- Ernst Gaber (* 1907, † 1975), olympische Silbermedaille im Vierer ohne Steuermann 1932 mit Maier, Flinsch, Aletter; Goldmedaille in Renngemeinschaft mit dem Ludwigshafener Ruderverein von 1878 im Vierer mit Steuermann 1936 mit Maier, Volle, Söllner, Bauer (Stm.); Goldmedaille bei den Ruder-Europameisterschaften 1935 im Vierer mit Steuermann in Renngemeinschaft
- Hans Maier (* 1909, † 1943), olympische Silbermedaille im Vierer ohne Steuermann 1932 mit Flinsch, Gaber, Aletter; Goldmedaille in Renngemeinschaft mit dem Ludwigshafener Ruderverein von 1878 im Vierer mit Steuermann 1936 mit Volle, Gaber, Söllner, Bauer (Stm.).
- Walter Volle (* 1913, † 2002), olympische Goldmedaille in Renngemeinschaft mit dem Ludwigshafener Ruderverein von 1878 im Vierer mit Steuermann 1936 mit Maier, Gaber, Söllner, Bauer (Stm.).
- Hans Bichelmeier (* 1933, † 2016), deutscher Meister 1953 mit dem Achter
- Jochen Meißner (* 1943), olympische Silbermedaille im Einer 1968; 3. Platz bei den Ruder-Weltmeisterschaften 1966 im Einer; Goldmedaille bei den Ruder-Europameisterschaften 1965 und Bronzemedaille 1969 im Einer.